# Дураш Илич
Джураш Илиич (также Уро, Джуро и Илич) (ум. 1362) — сербский феодал и военачальник, управлял в звании наместника (čelnik) Верхней Зетой (1326—1362) в правлением королей Стефана Дечанского (1321—1331), Душана Могучего (1331—1355) и Уроша Слабого (1355—1371). Предок династии Черноевичей.

## Биография
Джураш Илиич был сыном кефала (провинциального губернатора) Илии. У него было два брата, Никола и Владин.
Джураш Илиич поддержал королевича Стефана Уроша Душана в борьбе против его отца, короля Сербии Стефана Дечанского.
С 1326 года Джураш Илиич управлял в качестве наместника Верхней Зетой.
В 1355 году он вместе со своими братьями, сыновьями и племянниками оборонял Скрадин от венгров.

Верхняя Зета в XV веке

10 января 1356 года после известия о смерти царя Сербии Стефана Душана Джураш Илиич вынужден был отдать остров Млет Венецианской республике.
В 1362 году Джураш Илиич был убит сыновьями своего врага Балши I. Он был похоронен в церкви Святого Михаила на острове Превлака (современная Черногория). На острове Превлака в Боко-Которском заливе была найдена надгробная плита, на которой. среди прочего, написано "Раб Христа, Иоаким, названный Джураш, внук ставилаца Джураша" (Раб Христу Јоаким а зовом Ђураш, унук ставиоца Ђураша) и что он был "грозным витязем царя Стефана (Душана)" (у цара у Стјепана трети витез).
Сыновья: Црное, Стефан и Добривой.